# Bornstedt, Sachsen-Anhalt
Bornstedt är en kommun och ort i Landkreis Mansfeld-Südharz i förbundslandet Sachsen-Anhalt i Tyskland.
Kommunen ingår i förvaltningsgemenskapen Mansfelder Grund-Helbra tillsammans med kommunerna Ahlsdorf, Benndorf, Blankenheim, Helbra, Hergisdorf, Klostermansfeld och Wimmelburg.